# Bisdom Rēzekne-Aglona
Het bisdom Rēzekne-Aglona (Latijn: Dioecesis Rezeknensis-Aglonensis, Lets: Rēzeknes-Aglonas diecēze) is een in Letland gelegen rooms-katholiek bisdom met zetel in de stad Rēzekne. Het bisdom behoort tot de kerkprovincie Riga en is, samen met de bisdommen Liepāja en Jelgava, suffragaan aan het aartsbisdom Riga.
Het bisdom werd opgericht op 2 december 1995 door paus Johannes Paulus II met de bul Ad aptius consulendum. Het grondgebied viel daarvoor onder het aartsbisdom Riga. Het bisdom omvat de historische landstreek Letgallen.

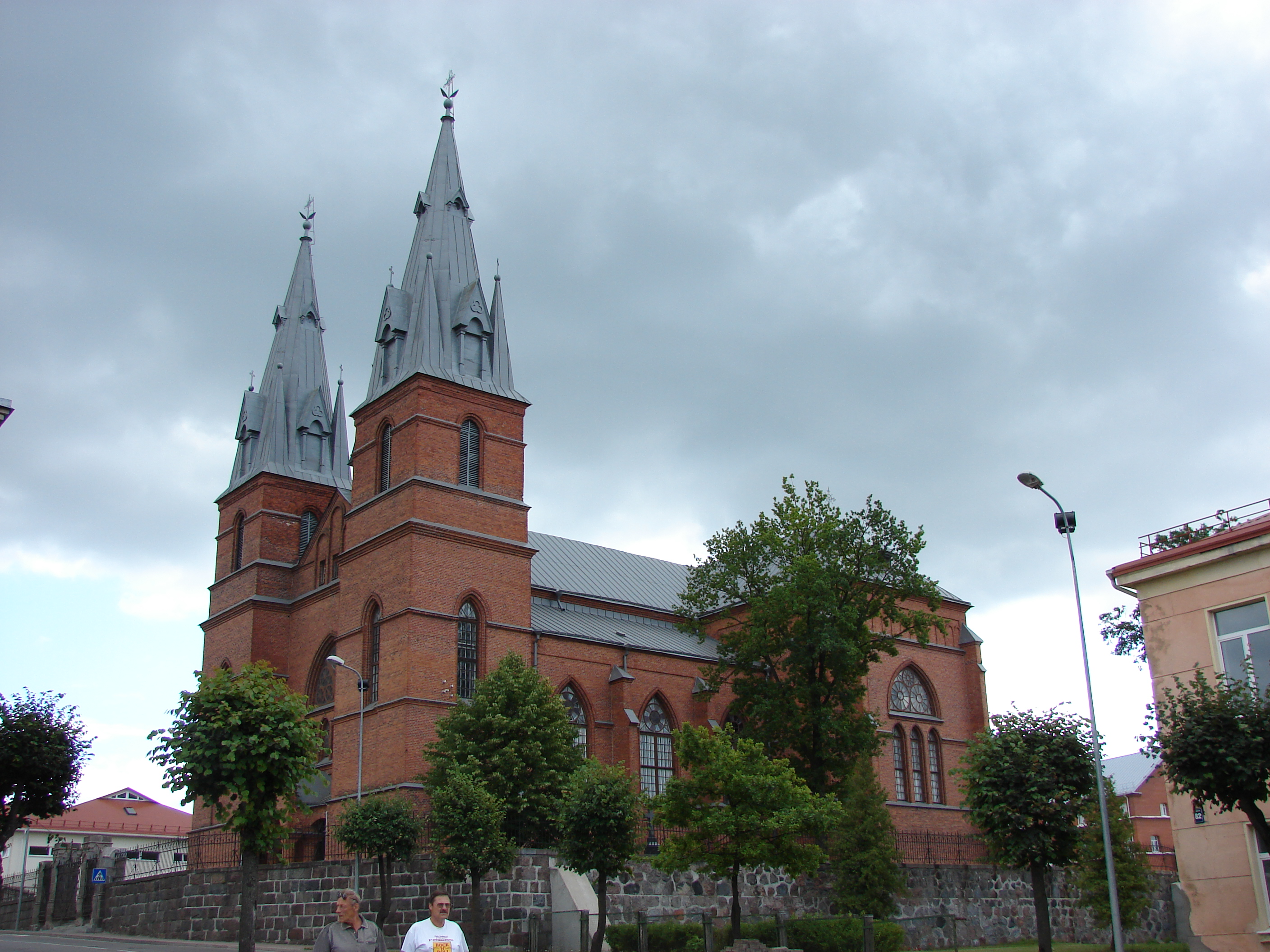
Kathedraal van Rēzekne
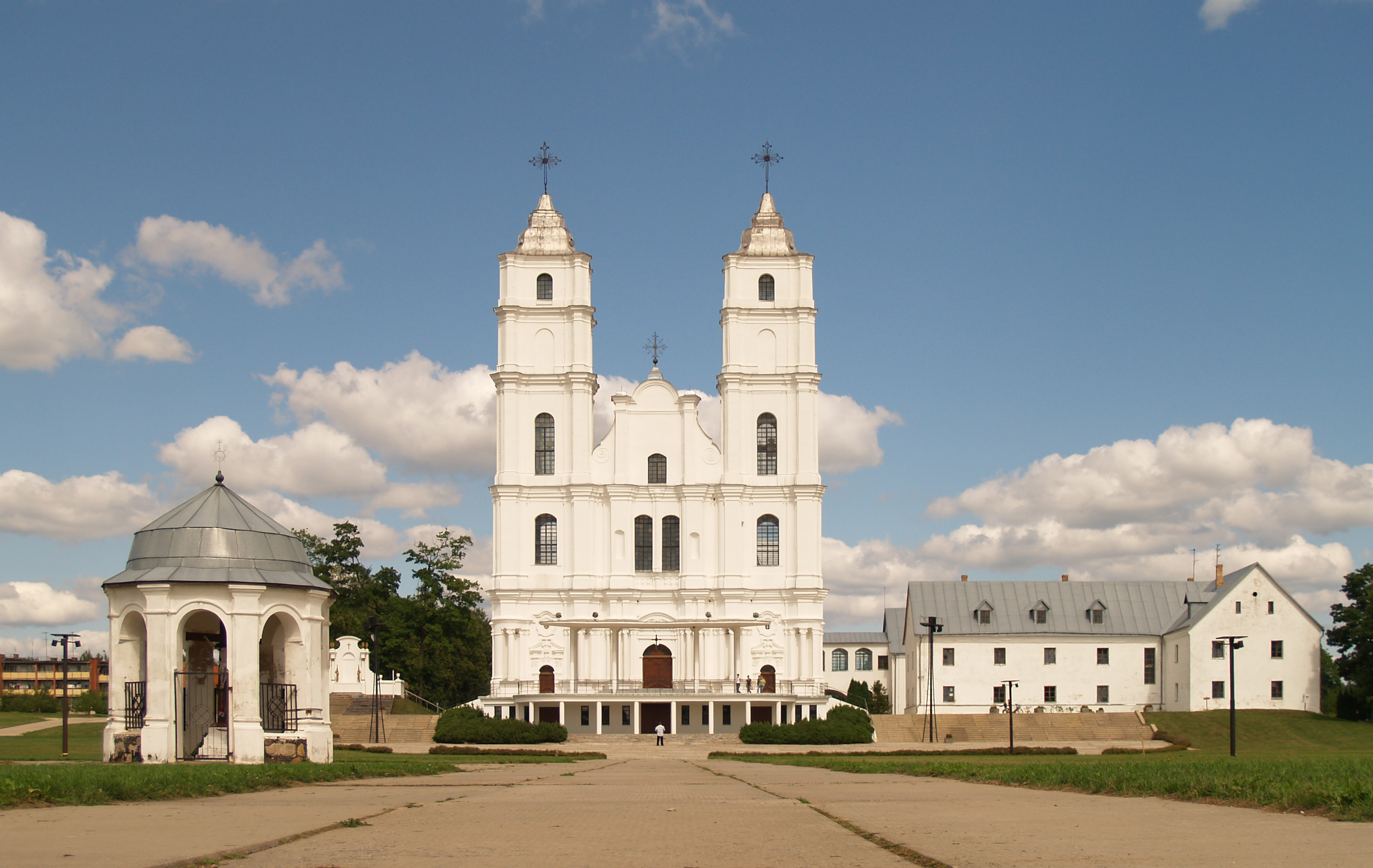
Basiliek van Aglona

## Bisschoppen van Rēzekne-Aglona
- 1995–heden: Jānis Bulis